# اسمی‌خان‌لی
اسمی‌خان‌لی (به لاتین: Ismikhanly) یک منطقه مسکونی در جمهوری آذربایجان است که در شهرستان بردع واقع شده است.